# Заречье (Нижнегорский район)
Заре́чье (до 1945 года Дорте́; укр. Заріччя, крымскотат. Dörte, Дёрте) — село в Нижнегорском районе Республики Крым, входит в состав Ивановского сельского поселения (согласно административно-территориальному делению Украины — Ивановского сельского совета Автономной Республики Крым).

## Население
| 2001 | 2014 |
| ---- | ---- |
| 978  | ↘779 |

Всеукраинская перепись 2001 года показала следующее распределение по носителям языка
| Язык             | Процент |
| ---------------- | ------- |
| русский          | 70.65   |
| крымскотатарский | 18.51   |
| украинский       | 10.43   |
| другие           | 0.31    |

### Динамика численности
| - 1805 год — 114 чел. - 1864 год — 75 чел. - 1889 год — 285 чел. - 1892 год — 74 чел. - 1900 год — 231 чел. - 1915 год — 0/365 чел. | - 1926 год — 390 чел. - 1939 год — 561 чел. - 1989 год — 401 чел. - 2001 год — 978 чел. - 2009 год — 890 чел. - 2014 год — 779 чел. |

## Современное состояние
На 2017 год в Заречье числится 9 улиц и 1 переулок; на 2009 год, по данным сельсовета, село занимало площадь 222,2 гектара на которой, в 302 дворах, проживало 890 человек. В селе действует фельдшерско-акушерский пункт, библиотека, храм в честь Чуда Архистратига Божия Михаила в Хонех. Заречье связано автобусным сообщением с Симферополем, райцентром и соседними населёнными пунктами.

## География
Заречье — село в центре района, в степном Крыму, на левом берегу реки Биюк-Карасу, на шоссе Т-0112 Белогорск — Нижнегорский, высота центра села над уровнем моря — 38 м. Соседние сёла: примыкающие с севера Ивановка и Тамбовка и в 2,5 км на юг — Тарасовка. Расстояние до райцентра — около 11 километров (по шоссе), там же ближайшая железнодорожная станция — Нижнегорская (на линии Джанкой — Феодосия). Транспортное сообщение осуществляется по региональной автодороге 35Н-016 Нижнегорский — Белогорск (по украинской классификации — Т-0-112).

## История
Первое документальное упоминание села встречается в Камеральном Описании Крыма… 1784 года, судя по которому, в последний период Крымского ханства Дюрте входил в Насывский кадылык Карасъбазарскаго каймаканства. После присоединения Крыма к России (8) 19 апреля 1783 года, (8) 19 февраля 1784 года, именным указом Екатерины II сенату, на территории бывшего Крымского Ханства была образована Таврическая область и деревня была приписана к Левкопольскому, а после ликвидации в 1787 году Левкопольского — к Феодосийскому уезду Таврической области. После Павловских реформ, с 1796 по 1802 год, входила в Акмечетский уезд Новороссийской губернии. По новому административному делению, после создания 8 (20) октября 1802 года Таврической губернии, Дорте был включён в состав Урускоджинской волости Феодосийского уезда.
По Ведомости о числе селении, названиях оных, в них дворов… состоящих в Феодосийском уезде от 14 октября 1805 года , в деревне Дорт числилось 13 дворов и 114 жителей. На военно-топографической карте генерал-майора Мухина 1817 года деревни Кучук дорте и Биюк дорте обозначены вместе с 20 дворами. После реформы волостного деления 1829 года Дорт, согласно «Ведомости о казённых волостях Таврической губернии 1829 года», отнесли к Бурюкской волости (переименованной из Урускоджинской). На карте 1836 года в деревне 31 двор, как и на карте 1842 года.
В 1860-х годах, после земской реформы Александра II, деревню приписали к Шейих-Монахской волости. Согласно «Списку населённых мест Таврической губернии по сведениям 1864 года», составленному по результатам VIII ревизии 1864 года, Дорте — владельческая русская и татарская деревня с 20 дворами, 75 жителями и мечетью при реке Биюк-Кара-Су. На трёхверстовой Шуберта карте 1865—1876 года деревня Дорте обозначена с 10 дворами. В «Памятной книге Таврической губернии 1889 года», по результатам Х ревизии 1887 года, в деревне числилось 44 двора и 285 жителей
По «…Памятной книжке Таврической губернии на 1892 год» в деревне Дорте, входившей в Бешкуртка-Ивановское сельское общество, жителей и домохозяйств не числилось, а в безземельной деревне Дорте, не входившей ни в одно сельское общество, было 74 жителя, у которых домохозяйств также не числилось.
После земской реформы 1890-х годов деревню приписали к Андреевской волости. По «…Памятной книжке Таврической губернии на 1900 год» в деревне Дорте, входившей в Бешкуртка-Ивановское сельское общество, числился 231 житель в 26 дворах. На 1914 год в селении действовало земское училище. По Статистическому справочнику Таврической губернии. Ч.II-я. Статистический очерк, выпуск пятый Феодосийский уезд, 1915 год, в селе Дорте Андреевской волости Феодосийского уезда числилось 45 дворов (все дворы с землёй) с русским населением в количестве 365 человек приписных жителей, из которых 192 мужчины и 173 женщины. Жители владели 1557 десятинами удобной земли. В хозяйствах имелось 207 лошадей, 205 волов, 80 коров и 432 головы мелкого скота.
После установления в Крыму Советской власти, по постановлению Крымревкома № 206 «Об изменении административных границ» от 8 января 1921 года была упразднена волостная система и село вошло в состав Ичкинского района Феодосийского уезда, а в 1922 году уезды получили название округов. 11 октября 1923 года, согласно постановлению ВЦИК, в административное деление Крымской АССР были внесены изменения, в результате которых округа были отменены, Ичкинский район упразднили, включив в состав Феодосийского в состав которого включили и село. Согласно Списку населённых пунктов Крымской АССР по Всесоюзной переписи 17 декабря 1926 года, в селе Дорте, Желябовского сельсовета Феодосийского района, числилось 100 дворов, из них 92 крестьянских, население составляло 390 человек, из них 368 русских, 16 болгар, 2 украинца, 2 грека, 1 латыш, 1 записан в графе «прочие», действовала русская школа I ступени (пятилетка). Постановлением ВЦИК «О реорганизации сети районов Крымской АССР» от 30 октября 1930 года был создан Сейтлерский район (по другим сведениям 15 сентября 1931 года) с Дортенским сельсоветом в его составе. В период коллективизации в селе организовано 2 колхоза: «Путь Ленина» и «В поход за урожай», которые в 1932 году объединились в «Путь Ленина». По данным всесоюзной переписи населения 1939 года в селе проживал 561 человек.
После освобождения Крыма от фашистов, 12 августа 1944 года было принято постановление № ГОКО-6372с «О переселении колхозников в районы Крыма» и в сентябре 1944 года в район приехали первые новоселы (320 семей) из Тамбовской области, а в начале 1950-х годов последовала вторая волна переселенцев из различных областей Украины. Указом Президиума Верховного Совета РСФСР от 21 августа 1945 года Дорте был переименован в Заречье и Дортенский сельсовет — в Зареченский. С 25 июня 1946 года Заречье в составе Крымской области РСФСР. В 1950 году, слиянием колхозов «Восход» (село Ивановка), «ІІІ пятилетка» (село Тамбовка) и «Путь Ленина» образован колхоз имени В. И. Ленина. 26 апреля 1954 года Крымская область была передана из состава РСФСР в состав УССР. Время упразднения сельсовета и включения вновь в Желябовский пока не установлено: на 15 июня 1960 года село уже числилось в его составе. С 1977 года Заречье в составе Ивановского. По данным переписи 1989 года в селе проживал 401 человек. С 12 февраля 1991 года село в восстановленной Крымской АССР, 26 февраля 1992 года переименованной в Автономную Республику Крым. С 21 марта 2014 года — в составе Республики Крым России.